# Beilschmiedia sessilifolia
Espèce
Synonymes
- Afrodaphne sessilifolia Stapf[1]
- Beilschmiedia sessilifolia Engl. ex Stapf[1]
- Tylostemon sessilifolius Stapf[1]

Beilschmiedia sessilifolia est une espèce de plantes à fleurs de la famille des Lauraceae et du genre Beilschmiedia selon la classification phylogénétique.

## Découverte et description
Beilschmiedia sessilifolia est une plante endémique du Cameroun.